# PPK
PPK (Russisch: ППК) is een Russisch duo. 

## Geschiedenis
In Rostov aan de Don werd in 1998 het trio PPK opgericht door Aleksandr Poljakov, Sergej Pimenov en Roman Korzjov, maar na enkele dagen verliet Korzjev het trio om solo verder te gaan. 
In 2001 braken ze internationaal door met het nummer ResuRection, een nummer gebaseerd op een melodie uit de film Siberiade uit 1979. In het nummer werden geluidsopnamen van kosmonauten gemixt.
Twee jaar later ging het duo uit elkaar. 
Tijdens het najaar van 2010 waren er verschillende geruchten van een hereniging, maar op 16 november 2010 werd officieel bevestigd dat het duo weer bij elkaar zou komen. Ruim een jaar later, op 4 december 2011, trad het duo voor het eerst sinds bijna tien jaar weer samen op. Kort daarna werd het eerste nummer onder het label Perfecto Records van Paul Oakenfold uitgebracht.

## Discografie
| Single met eventuele hitnotering(en) in de Nederlandse Top 40 | Datum van verschijnen | Datum van binnenkomst | Hoogste positie | Aantal weken | Opmerkingen                           |
| ------------------------------------------------------------- | --------------------- | --------------------- | --------------- | ------------ | ------------------------------------- |
| ResuRection                                                   | 2001                  | 01-12-2001            | 2               | 15           | Alarmschijf / Dancesmash op Radio 538 |